# Список умерших в 891 году

## Февраль
- 24 февраля — Фудзивара-но Мотоцунэ, японский политический деятель.

## Июнь
- 2 июня — Аль-Муваффак (48), военачальник, регент Багдадского халифата.
- 26 июня — Зундерольд, архиепископ Майнца (889—891)[1].

## Сентябрь
- 1 сентября — Зигфрид, военачальник викингов-данов, участник осады Парижа в 885-886 годах.
- 14 сентября — Стефан V (VI), Папа Римский (885—891)[2].

## Декабрь
- 4 декабря — Энтин, японский монах, шестой патриарх школы тэндай-сю, глава направления Дзимон-ха.

## Дата смерти неизвестна или требует уточнения
- Аиульф II, князь Беневенто (884—891)[3].
- Ашот I, князь князей (862—885), a затем царь (885—890) Армении из династии Багратуни; основатель Армянского царства Багратидов.
- Бернард, родившийся вне брака единственный ребёнок императора Карла III Толстого из династии Каролингов[4].
- Гурген I Куропалат, грузинский князь и правитель Тао-Кларджети из династии Багратионов[5].
- Мутимир, князь Сербии (851—891).